# Bezzia excavata
Bezzia excavata är en tvåvingeart som beskrevs av Tokunaga 1966. Bezzia excavata ingår i släktet Bezzia och familjen svidknott. Inga underarter finns listade i Catalogue of Life.